# Handbal op de Middellandse Zeespelen 2001
Handbal is een van de sporten die beoefend werden tijdens de Middellandse Zeespelen 2001 in Tunis, Tunesië. Er was zowel een mannen- als een vrouwentoernooi.

## Uitslagen
| Event   | Goud      | Zilver  | Brons     |
| ------- | --------- | ------- | --------- |
| Mannen  | Kroatië   | Tunesië | Frankrijk |
| Vrouwen | Frankrijk | Spanje  | Slovenië  |

## Medaillespiegel
| Plaats | Land      | Goud | Zilver | Brons | Totaal |
| 1      | Frankrijk | 1    | 0      | 1     | 2      |
| 2      | Kroatië   | 1    | 0      | 0     | 1      |
| 3      | Spanje    | 0    | 1      | 0     | 1      |
| 3      | Tunesië   | 0    | 1      | 0     | 1      |
| 5      | Slovenië  | 0    | 0      | 1     | 1      |
| Totaal | Totaal    | 2    | 2      | 2     | 6      |

1967 · 1975 · 1979 · 1983 · 1987 · 1991 · 1993 · 1997 · 2001 · 2005 · 2009 · 2013 · 2018 · 2022
Atletiek · Basketbal · Bocce · Boksen · Gewichtheffen · Golf · Gymnastiek · Handbal · Judo · Karate · Roeien · Schermen · Schietsport · Tafeltennis · Tennis · Voetbal · Volleybal · Waterpolo · Wielersport · Worstelen · Zeilen · Zwemmen